# عبد السلام غويلة
عبدالسلام عبدالله محمد غويلة (24 مايو 1967)، مهندس ولاعب كرة سلة ونائب ووزير ليبي.

## حياته
ولد في بمدينة درنة شرقي البلاد. حاصل على بكالوريوس هندسة إنتاج من المعهد العالي للتقنية، براك ليبيا. ترشح عبدالسلام غويلة سنة 2011 لأول انتخابات تشريعية تشهدها ليبيا بعد ثورة 17 فبراير من العام نفسه وتحصل على الترتيب الرابع على دائرة زليتن الانتخابية.
شغل عبدالسلام غويلة منصب وزير الشباب والرياضة بالحكومة الليبية المؤقتة منذ ديسمبر 2012 إلى فبراير 2014، منذ توقيع الاتفاق السياسي سنة 2015 أصبح عبدالسلام غويلة عضوا بالمجلس الأعلى للدولة.
يشغل عبد السلام غويلة منصب وزير الرياضة بالحكومة الليبية منذ مارس 2022.

## المسيرة الرياضية
انتمى عبدالسلام غويلة لفريق كرة السلة بنادي الشورى (النصر زليتن حاليا) ثم النادي الأهلي طرابلس كلاعب منذ سنة 1982 إلى حدود سنة 2002، كما تولى الإشراف على مدرسة تعليم كرة السلة للفئات السنية الصغرى بين 1997 و2001.
في فترة إشرافه على وزارة الشباب والرياضة الليبية تحصل المنتخب الليبي لكرة القدم على لقب بطولة أفريقيا للاعبين المحليين للمرة الأولى في تاريخه سنة 2014.